# .si
.si je internetová národní doména nejvyššího řádu pro Slovinsko. Spravuje ji ARNES (Academic and Research Network of Slovenia).
V zahraničí tuto doménu mimo Slovinsko používá například společnost Pepsi. Pepsi je vlastníkem domény pep.si a využívá ji ke zkracování dlouhých firemních URL adres.

## Bezpečnost
Podle výzkumů společnosti McAfee provedených v roce 2010 se jedná o desátou nejbezpečnější národní doménu na internetu.